# Aleksandr Chochlatjov
Aleksandr Igorevitj Chochlatjov (ryska: Александр Игоревич Хохлачёв), född 9 september 1993, är en rysk professionell ishockeyspelare som tillhör NHL-organisationen Boston Bruins och spelar för Providence Bruins i American Hockey League (AHL).  Han har tidigare spelat för HK Spartak Moskva i Kontinental Hockey League (KHL) och Windsor Spitfires i Ontario Hockey League (OHL).
Chochlatjov draftades i andra rundan i 2011 års draft av Boston Bruins som 40:e spelare totalt.

## Statistik
| 2009–2010            | JHK Spartak          | JHK                  | 51  | 15 | 25  | 40  | 22 | —  | — | —  | —  | —  |
| 2010–2011            | Windsor Spitfires    | OHL                  | 67  | 34 | 42  | 76  | 28 | 18 | 9 | 11 | 20 | 8  |
| 2011–2012            | Windsor Spitfires    | OHL                  | 56  | 25 | 44  | 69  | 32 | —  | — | —  | —  | —  |
| 2012–2013            | HK Spartak Moskva    | KHL                  | 26  | 2  | 5   | 7   | 20 | —  | — | —  | —  | —  |
|                      | Windsor Spitfires    | OHL                  | 29  | 22 | 26  | 48  | 20 | —  | — | —  | —  | —  |
|                      | Providence Bruins    | AHL                  | 11  | 2  | 1   | 3   | 8  | —  | — | —  | —  | —  |
| 2013–2014            | Boston Bruins        | NHL                  | 1   | 0  | 0   | 0   | 2  | —  | — | —  | —  | —  |
|                      | Providence Bruins    | AHL                  | 65  | 21 | 36  | 57  | 28 | 12 | 9 | 5  | 14 | 12 |
| NHL totalt           | NHL totalt           | NHL totalt           | 1   | 0  | 0   | 0   | 2  | —  | — | —  | —  | —  |
| KHL totalt           | KHL totalt           | KHL totalt           | 26  | 2  | 5   | 7   | 20 | —  | — | —  | —  | —  |
| AHL totalt           | AHL totalt           | AHL totalt           | 76  | 23 | 37  | 60  | 36 | 12 | 9 | 5  | 14 | 12 |
| OHL totalt           | OHL totalt           | OHL totalt           | 152 | 81 | 112 | 193 | 80 | 18 | 9 | 11 | 20 | 8  |
| Vysshaya Liga totalt | Vysshaya Liga totalt | Vysshaya Liga totalt | 33  | 12 | 9   | 21  | 18 | 2  | 1 | 0  | 1  | 2  |